# Ernest Muhleisen
Ernest Muhleisen (né à Echterdingen (près de Stuttgart), 26 mars 1897 - mort à Strasbourg, 10 décembre 1981), était un facteur d'orgues français, allemand d'origine.

## Biographie

### Famille
Ernest Muhleisen avait un frère (Gotthold Mühleisen) et un neveu (Konrad Mühleisen) qui travaillèrent aussi chez Weigle et sont restés en Allemagne. Le dernier a lui-même fondé en 1986 à Leonberg (Bade-Wurtemberg) l'entreprise allemande de facture d'orgues Orgelbau Mühleisen.

### Années de formation
Il fit son apprentissage du métier auprès du facteur Weigle (de) à Echterdingen, puis travailla auprès d'Edmond Alexandre Roethinger. 
Ernest Muhleisen effectua sa formation d'harmoniste à une époque où la facture d'orgue était en pleine évolution. Si La maison Weigle, à Stuttgart, restait fidèle au romantisme allemand, la manufacture Walcker était en plein renouveau. Ernest Muhleisen  apprit son métier en observant ces changements esthétiques : « Orgelbewegung » pour les uns, « réforme alsacienne de l'orgue » pour les autres. En 1921, âgé de 24 ans, recommandé par Weigle, il alla poursuivre sa formation à Strasbourg, pour étudier les anches « à la française ». Il souhaitait étudier la sonorité d'Aristide Cavaillé-Coll qu'il admirait beaucoup. Il choisit de s'installer définitivement en Alsace, après la Première Guerre mondiale.
En 1927, Ernest Muhleisen prit la nationalité française, et épousa la sœur d'Alfred Kern, Jeanne. Ils s'installèrent à Cronenbourg, au 34 de la rue Bastian. Ernest participa à l'harmonisation de bon nombre d'orgues Roethinger (dont Laon, et celui de la cathédrale de Strasbourg).

### La manufacture d'orgue Muhleisen

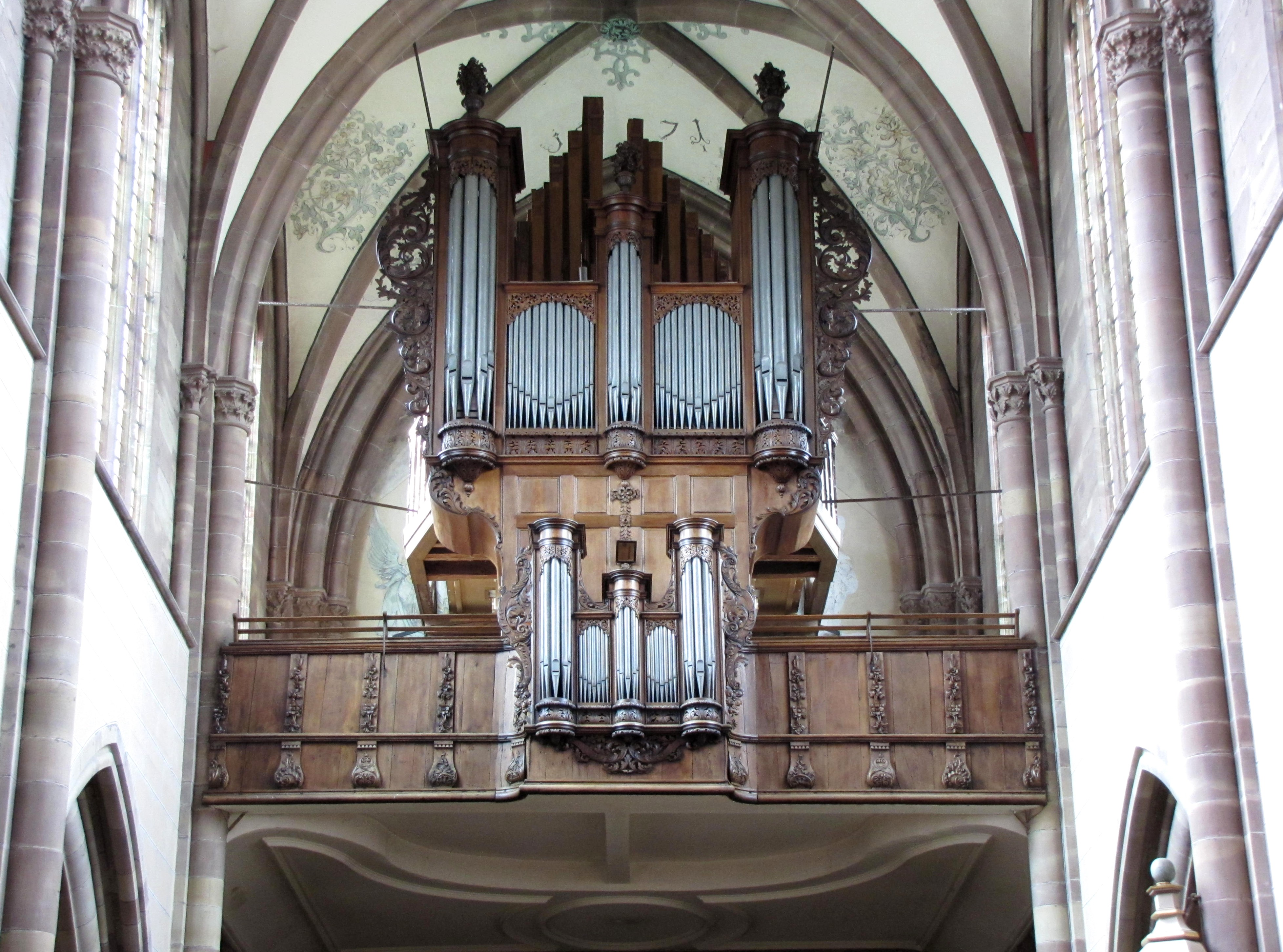
L'orgue Silbermannn de Marmoutier, restauré en 1955 par Ernest Muhleisen et Alfred Kern

À partir de 1941, Ernest Muhleisen travailla de manière indépendante, embaucha Alfred Kern (dont il avait épousé la sœur en 1927) puis son gendre Georges Walther. L'entreprise s'appelait Muhleisen G. Walther & Associés, et elle a été dirigée par Georges Walther, puis par un ancien compagnon, Patrick Armand.
La manufacture Muhleisen est la plus ancienne entreprise de facture d'orgues alsacienne en activité. La tradition dont elle est issue, remonte à la fin du XIXe siècle, c'est-à-dire à la fin de l'époque dite « romantique ». Une époque où l'Alsace était un creuset où se mêlaient les influences française (Martin Rinckenbach, Joseph Merklin), suisse (Jacob Zimmermann, Friedrich Goll) et allemande (Walcker, Link, Voit et Weigle).
Edmond Alexandre Roethinger fondateur de la Manufacture strasbourgeoise de facture d'orgues était issu de la tradition allemande amenée en Alsace par Heinrich Koulen, le néo-classicisme. D'autres facteurs d'orgue, comme Eberhard Friedrich Walcker ou Dalstein-Haerpfer, y avaient une grande influence.
Des divergences de vues avec Roethinger étant survenues, Ernest Muhleisen fonda sa propre manufacture en 1941, le premier orgue Muhleisen en sorti, en 1943.
L'acte fondateur de l'esthétique « néo-baroque » dont Ernest Muhleisen  était le promoteur fut la construction de l'orgue de l'église protestante Saint-Pierre-le-Jeune de Strasbourg.
L'atelier Muhleisen se trouve aujourd'hui à Eschau à côté du Centre national de formation d'apprentis facteurs d'orgues. En 2000, la  Manufacture d'Orgues Muhleisen  a été promue au rang de Meilleur ouvrier de France pour la construction d'un orgue neuf à Bad Gandersheim.